# Grigorovič TB-5
Grigorovič TB-5 (rusko Григорович ТБ-5) je bil eksperimentalni štirimotorni težki bombnik, ki so ga zasnovali v Sovjetski zvezi v zgodnjih 1930ih. TB-5 naj bi bil konkurent TB-3. Sprva naj bi ga poganjala 2 24-valjna motorja vsak s 1000 konjskimi silami, pozneje so uporabili štiri motorje Bristol Jupiter. TB-3 je imel slabše sposobnosti kot TB-3 vendar pa je v konstrukciji uporabljal manj kovin, ki so v tistem času primanjkovale.
Letno testiranje se je začelo 1. maja 1931, prototip je bil uničen v pristanku. Pozneje so preklicali projekt TB-5.

## Tehnične specifikacije (TB-5)
Podatki iz Shavrov 1985
Splošne karakteristike
- Posadka: Six[2]
- Dolžina: 22,1 m (72 ft 6 in)
- Razpon kril: 31 m (101 ft 8 in)
- Višina:  ()
- Površina kril: 150 m² (1614,6 ft²)
- Teža praznega letala: 7483 kg (16497 lb)
- Naložena teža: 12535 kg (27635 lb)
- Pogon letala: 4 ×  radialni motor Bristol Jupiter V, 336 kW (450 KM)  vsak

 Zmogljivost 
- Maks. hitrost: 180 km/h (97 vozlov, 112 mph)
- Višina leta: 2600 m (8530 ft)
- Obremenitev kril: 84 kg/m² (17 lb/ft²)
- Razmerje moč/teža: 107 W/kg (0,07 KM/lb)

Oborožitev

- Strelno orožje: Dve kupoli, vsaka z 2× 7,62 mm (0.3 in) PV-1 strojnicami
- Bombe: Do 2500 kg (5512 lb) bomb